# Descartes (Mondkrater)
Descartes ist ein Einschlagkrater auf der Mondvorderseite nordöstlich des Kraters Abulfeda und südwestlich von Kant.
Der Rand des sehr stark erodierten Kraters ist nur im südlichen Teil erhalten. Das Innere ist uneben und weist konzentrische Strukturen auf.
Etwa 85 Kilometer nördlich des Zentrums von Descartes liegt die Landestelle von Apollo 16 (8° 58′ 22,8″ S, 15° 30′ 0,7″ O). Die Umgebung des Landegebiets wird inoffiziell auch als Descartes-Hochland bezeichnet.
Ein kreisförmiges Gebiet mit hoher Albedo nördlich von Descartes, dessen Durchmesser ungefähr durch die beiden Krater Dollond E und Descartes C bezeichnet wird, wurde durch Messungen des lunaren Magnetfeldes der Raumsonde Clementine als Mondwirbel identifiziert.
| Buchstabe | Position           | Durchmesser | Link |
| --------- | ------------------ | ----------- | ---- |
| A         | 12,09° S, 15,18° O | 14 km       |      |
| C         | 11,03° S, 16,27° O | 4 km        |      |

Der Krater wurde 1935 von der IAU nach dem französischen Philosophen und Mathematiker René Descartes offiziell benannt.